# Le Dilemme
Pour l'épisode de Star Trek, voir Le Dilemme (Star Trek).
Pour plus de détails, voir Fiche technique et Distribution.
Le Dilemme (The Dilemma) est un film américain réalisé par Ron Howard, sorti en 2011.

## Synopsis
Depuis l'université, Ronny (Vince Vaughn) le célibataire convaincu, et Nick (Kevin James), l'heureux en couple, ont traversé toutes les épreuves. Aujourd'hui, associés dans une compagnie de design automobile, ils rivalisent pour faire aboutir un projet de rêve qui lancerait leur firme. Avec la copine de Ronny, Beth (Jennifer Connelly) et la femme de Nick, Geneva (Winona Ryder), à leurs côtés, ils sont imbattables. Mais le monde de Ronny s'écroule lorsqu'il découvre Geneva avec un autre homme et se donne pour mission de comprendre. Son investigation amateur réduit son monde à un désordre cocasse, il apprend que Nick a également des secrets. Le temps presse et la pression monte avant la plus importante présentation de leur carrière, Ronny doit décider des suites s'il révélait la vérité à son meilleur ami.

## Fiche technique
- Titre original : The Dilemma
- Titre français : Le Dilemme
- Réalisation : Ron Howard
- Scénario : Allan Loeb (en)
- Décors : Kathy Lucas
- Costumes : Daniel Orlandi (en)
- Photographie : Salvatore Totino
- Montage : Daniel P. Hanley
- Musique : Lorne Balfe et Hans Zimmer
- Production : Brian Grazer, Vince Vaughn
- Sociétés de production : Universal Pictures, Imagine Entertainment, Spyglass Entertainment et Wild West Picture Show Productions
- Distribution :  Universal Pictures,  Universal Pictures International France
- Budget : 70 millions $ (estimation)
- Pays d'origine : États-Unis
- Langue originale : anglais
- Format : Couleurs - 35 mm
- Genre : comédie dramatique
- Durée : 111 minutes
- Dates de sortie[1] :
  - Canada, USA : 14 janvier 2011
  - Belgique : 16 février 2011
  - France : 11 mai 2011

## Distribution
- Vince Vaughn (VF : Stéphane Bazin ; VQ : Daniel Picard) : Ronny Valentine
- Kevin James (V. F. : Gilles Morvan ; V. Q. : Tristan Harvey) : Nick Backman
- Jennifer Connelly (V. F. : Odile Cohen ; V. Q. : Marika Lhoumeau) : Beth
- Winona Ryder (V. F. Véronique Alycia ; VQ : Violette Chauveau) : Geneva Backman
- Channing Tatum (V. F. : Emmanuel Garijo ; VQ : Frédérik Zacharek) : Zip
- Queen Latifah (V. F. : Maïk Darah ; VQ : Carole Chatel) : Susan Warner
- Amy Morton (VQ : Élise Bertrand) : Diane Popovich
- Chelcie Ross (VF : Mario Pecqueur ; VQ : Denis Gravereaux) : Thomas Fern
- Rance Howard : Burt
- Clint Howard (VQ : Jean-François Beaupré) : Herbert Trimpy
- Guy Van Swearingen : Saul
- Laura Whyte : Sue
- Grace Rex (V. F. : Adeline Chetail) : la cousine Betty
- Mike McNamara : le cousin James
- Rebecca Spence : Jackie
- Talulah Riley : mannequin de la voiture conceptuelle
- Heidi Johanningmeier : fille à la foire

## Production

### Développement
Ron Howard et le producteur Brian Grazer ont eu ensemble l'idée de départ. Ron Howard raconte : « Nous étions à Rome pour le tournage d’Anges et démons, Brian évoqua des scénarios un peu fous, comme celui-ci : Un gars découvre que son meilleur copain est cocu. Comment s’y prend-il pour le lui faire savoir sans gâcher leur belle amitié ? Supposons, par exemple, qu’il s’agisse de toi, Ron ». Le réalisateur est séduit par cette idée et proposa à son ami d'y travailler. Brian Grazer en parle ensuite à Vince Vaughn qui est tout de suite emballé : « Le ressort qui m’intéressait le plus dans cette histoire, c’était Comment faire passer l’information. Le problème était moins Dire ou ne pas dire que quand et comment et parler ». Le scénariste Allan Loeb est ensuite engagé « Allan est un excellent scénariste qui a de nombreuses cordes à son arc. Il ne raisonne pas dans le cadre d’un genre, mais envisage chaque situation sous un angle logique, et avec un grand souci de concision. La question de l’infidélité joue assurément un rôle dans le film, mais l’accent est davantage mis sur les notions de confiance, de vérité et de franchise. Jusqu’où pouvons-nous faire confiance à ceux dont nous sommes les plus proches ? »

### Casting
Pour le rôle de Geneva Backman, Winona Ryder était en compétition avec Kate Beckinsale, Carla Gugino et Uma Thurman. Ron Howard pensait à elle pour le rôle de Beth, mais l'actrice le convainc de lui donner celui de Geneva. De plus, le rôle de Beth était prévu pour Jennifer Garner, qui s'est finalement désisté.
Le père de Ron Howard, Rance, et son frère Clint tiennent des rôles secondaires dans le film, comme dans plusieurs autres de Ron Howard.

### Tournage
Le tournage a eu lieu à Chicago et s'est déroulé entre mai et août 2010. Ron Howard explique que « Cette ville a une ambiance très particulière, une simplicité, un côté terre à terre qui imprègne en profondeur l’histoire et les relations des personnages. Le film n’aurait pas eu le même feeling à New York, Boston, L.A. ou San Francisco. » Vince Vaughn ajoute que « Chicago apporte une touche supplémentaire de réalisme au film. C’est toujours important de restituer fidèlement le contexte d’une histoire, cela permet d’adhérer encore davantage au film. Et plus vous collez à la réalité d’une ville, plus les gens le ressentent, d’où qu’ils soient ».

## Clin d’œil
Le producteur Brian Grazer a voulu intégrer un hommage à son ami réalisateur John Hughes : dans une scène dans laquelle Vince Vaughn tente de découper un cake, on peut ainsi voir derrière lui une pile de DVD de films de John Hughes.